# Апостольский нунций в Доминиканской Республике
Апостольский нунций в Доминиканской Республике — дипломатический представитель Святого Престола в Доминиканской Республике. Данный дипломатический пост занимает церковно-дипломатический представитель Ватикана в ранге посла. Как правило, в Доминиканской Республике апостольский нунций является дуайеном дипломатического корпуса, так как Доминиканская Республика — католическая страна. Апостольская нунциатура в Доминиканской Республике была учреждена на постоянной основе в 1874 году. Её штаб-квартира находится в Санто-Доминго.
В настоящее время Апостольским нунцием в Доминиканской Республике является архиепископ Пьерджорджо Бертольди, назначенный Папой Франциском 18 мая 2023 года.

## История
Апостольская делегатура в Санто-Доминго была учреждена в 1874 году, а в 1930 году стала апостольской нунциатурой в Санто-Доминго, а в 1932 году взяла название Апостольской нунциатурой в Доминиканской Республике, с резиденцией в Санто-Доминго.

## Апостольские нунции в Доминиканской Республике

### Апостольские делегаты
- Рокко Коккья, O.F.M. Cap. — (13 июля 1874 — 9 августа 1883 — назначен архиепископом Отранто);
- Бернардино ди Милья, O.F.M. Cap. — (13 мая 1884 — 4 июня 1891 — назначен епископом Ларино);
- Спиридон-Сальваторе-Константино Бухаджар, O.F.M. Cap. — (8 января 1891 — 10 августа 1891);
- Джулио Тонти — (10 августа 1892 — 24 февраля 1894 — назначен апостольским администратором Порт-о-Пренса).

### Апостольские нунции
- Джузеппе Фьетта — (23 сентября 1930 — 12 августа 1936 — назначен апостольским нунцием в Аргентине);
- Альфредо Пачини — (23 апреля 1946 — 23 апреля 1949 — назначен апостольским нунцием в Уругвае);
- Франческо Лардоне — (21 мая 1949 — 21 ноября 1953 — назначен апостольским нунцием в Перу);
- Сальваторе Сиино — (27 октября 1953 — 14 марта 1959 — назначен апостольским нунцием на Филиппинах);
- Лино Дзанини — (16 июня 1959 — 1961 — назначен официалом Государственного секретариата Святого Престола);
- Эмануэле Кларицио — (5 октября 1961 — 12 июня 1967 — назначен апостольским делегатом в Канаде);
- Антонио дель Джудиче — (19 августа 1967 — 2 декабря 1970 — назначен апостольским нунцием в Венесуэле);
- Лучано Стореро — (24 декабря 1970 — 14 июля 1976 — назначен апостольским про-нунцием в Индии);
- Джованни Гравелли — (12 июля 1973 — 11 декабря 1981);
- Бласку Франсишку Колласу — (26 июля 1982 — 28 февраля 1991 — назначен апостольским про-нунцием на Мадагаскаре);
- Фортунато Бальделли — (20 апреля 1991 — 23 апреля 1994 — назначен апостольским нунцием в Перу);
- Франсуа Робер Баке — (7 июня 1994 — 27 февраля 2001 — назначен апостольским нунцием в Нидерландах);
- Тимоти Пол Эндрю Бролио — (27 февраля 2001 — 19 ноября 2007 — назначен архиепископ вооружённых сил США);
- Юзеф Весоловский — (24 января 2008 — 21 августа 2013, в отставке);
- Иуда Фаддей Около — (7 октября 2013 — 13 мая 2017 — назначен апостольским нунцием в Ирландии);
- Халеб Мусса Абдалла Бадер — (24 августа 2017 — 15 февраля 2023, в отставке);
- Пьерджорджо Бертольди — (18 мая 2023 — по настоящее время).